# Jason Krog
Jason Krog (né le 9 octobre 1975 à Fernie, dans la province de la Colombie-Britannique au Canada) est un joueur professionnel canadien de hockey sur glace.

## Carrière
Après un passage au niveau junior qui s'échelonna sur une période de quatre saisons avec l'université du New Hampshire de la NCAA où lors de sa dernière saison, il remporta le trophée Hobey Baker remis au meilleur joueur universitaire des États-Unis. Krog devint joueur professionnel en 1999-2000 en signant un contrat en tant qu'agent libre avec les Islanders de New York.
Il s'aligne pour 17 rencontres avec les Islanders, partageant le reste de la saison entre les Sound Tigers de Bridgeport et les Bruins de Providence de la Ligue américaine de hockey. La saison suivante, il obtient un total de 23 points en 20 rencontres en séries éliminatoires avec Bridgeport et voit ces derniers s'incliner en finale de la Coupe Turner.
Voyant son temps de jeu avec les Islanders diminuer au fil des saisons, Krog accepte une offre à l'été 2002 provenant des Mighty Ducks d'Anaheim. Il passe alors la majeure partie de la saison suivante avec la franchise de Ligue nationale de hockey et prend également part à toutes les rencontres du club en séries éliminatoires alors que les Ducks s'inclinent en sept matchs face aux Devils du New Jersey lors de la finale de la Coupe Stanley.
Après avoir joué toute la saison 2003-2004 dans la LNH, Jason Krog rejoint l'équipe du EC VSV de la Österreichische Eishockey-Liga en Autriche alors que la LNH décrète un lock-out. Il rejoint pour la saison 2005-2006 l'équipe du Genève-Servette Hockey Club de la Ligue National A en Suisse pour 29 rencontres avant de partir pour la Suède où il s'aligne pour un total de 24 parties avec le Frölunda HC de la Elitserien.
Il revient à la LNH en 2006-2007 en acceptant un contrat avec les Thrashers d'Atlanta. Il est réclamé au ballotage par les Rangers de New York le 12 janvier, mais moins d'un mois plus tard, alors qu'il est soumis à nouveau au ballotage, les Thrashers refont son acquisition. Il rejoint alors leur club affilié dans la LAH, les Wolves de Chicago.
Le 14 juillet 2008, il signe un contrat d'un an avec les Canucks de Vancouver. Quelque temps auparavant, il avait donné son accord au Severstal Tcherepovets de la Ligue continentale de hockey mais est finalement revenu sur sa décision.
Il rejoint en août 2015 les Dragons de Rouen de la Ligue Magnus.

## Statistiques
| Saison     | Équipe                     | Ligue        |     | Saison régulière | Saison régulière | Saison régulière | Saison régulière | Saison régulière |    | Séries éliminatoires | Séries éliminatoires | Séries éliminatoires | Séries éliminatoires | Séries éliminatoires |
| Saison     | Équipe                     | Ligue        | PJ  | B                | A                | Pts              | Pun              | PJ               | B  | A                    | Pts                  | Pun                  |                      |                      |
| 1995-1996  | Wildcats du New Hampshire  | HE           | 34  | 4                | 16               | 20               | 20               | -                | -  | -                    | -                    | -                    |                      |                      |
| 1996-1997  | Wildcats du New Hampshire  | HE           | 39  | 23               | 44               | 67               | 28               | -                | -  | -                    | -                    | -                    |                      |                      |
| 1997-1998  | Wildcats du New Hampshire  | HE           | 38  | 33               | 33               | 66               | 44               | -                | -  | -                    | -                    | -                    |                      |                      |
| 1998-1999  | Wildcats du New Hampshire  | HE           | 41  | 34               | 51               | 85               | 38               | -                | -  | -                    | -                    | -                    |                      |                      |
| 1999-2000  | Lock Monsters de Lowell    | LAH          | 45  | 6                | 21               | 27               | 22               | -                | -  | -                    | -                    | -                    |                      |                      |
| 1999-2000  | Islanders de New York      | LNH          | 17  | 2                | 4                | 6                | 6                | -                | -  | -                    | -                    | -                    |                      |                      |
| 1999-2000  | Bruins de Providence       | LAH          | 11  | 9                | 8                | 17               | 4                | 6                | 2  | 2                    | 4                    | 0                    |                      |                      |
| 2000-2001  | Lock Monsters de Lowell    | LAH          | 26  | 11               | 16               | 27               | 6                | -                | -  | -                    | -                    | -                    |                      |                      |
| 2000-2001  | Falcons de Springfield     | LAH          | 24  | 7                | 23               | 30               | 4                | -                | -  | -                    | -                    | -                    |                      |                      |
| 2000-2001  | Islanders de New York      | LNH          | 9   | 0                | 3                | 3                | 0                | -                | -  | -                    | -                    | -                    |                      |                      |
| 2001-2002  | Sound Tigers de Bridgeport | LAH          | 64  | 26               | 36               | 62               | 13               | 20               | 10 | 13                   | 23                   | 8                    |                      |                      |
| 2001-2002  | Islanders de New York      | LNH          | 2   | 0                | 0                | 0                | 0                | -                | -  | -                    | -                    | -                    |                      |                      |
| 2002-2003  | Mighty Ducks de Cincinnati | LAH          | 9   | 3                | 4                | 7                | 6                | -                | -  | -                    | -                    | -                    |                      |                      |
| 2002-2003  | Mighty Ducks d'Anaheim     | LNH          | 67  | 10               | 15               | 25               | 12               | 21               | 3  | 1                    | 4                    | 4                    |                      |                      |
| 2003-2004  | Mighty Ducks d'Anaheim     | LNH          | 80  | 6                | 12               | 18               | 16               | -                | -  | -                    | -                    | -                    |                      |                      |
| 2004-2005  | EC Villacher SV            | EBEL         | 48  | 27               | 33               | 60               | 38               | 3                | 0  | 1                    | 1                    | 4                    |                      |                      |
| 2005-2006  | Genève-Servette HC         | LNA          | 29  | 15               | 14               | 29               | 32               | -                | -  | -                    | -                    | -                    |                      |                      |
| 2005-2006  | Frölunda HC                | Elitserien   | 7   | 5                | 1                | 6                | 6                | 17               | 5  | 3                    | 8                    | 10                   |                      |                      |
| 2006-2007  | Wolves de Chicago          | LAH          | 44  | 26               | 54               | 80               | 20               | 15               | 5  | 14                   | 19                   | 17                   |                      |                      |
| 2006-2007  | Thrashers d'Atlanta        | LNH          | 14  | 1                | 3                | 4                | 6                | -                | -  | -                    | -                    | -                    |                      |                      |
| 2006-2007  | Rangers de New York        | LNH          | 9   | 2                | 0                | 2                | 4                | -                | -  | -                    | -                    | -                    |                      |                      |
| 2007-2008  | Wolves de Chicago          | LAH          | 80  | 39               | 73               | 112              | 30               | 24               | 10 | 26                   | 36                   | 2                    |                      |                      |
| 2008-2009  | Moose du Manitoba          | LAH          | 74  | 30               | 56               | 86               | 30               | 22               | 8  | 15                   | 23                   | 0                    |                      |                      |
| 2008-2009  | Canucks de Vancouver       | LNH          | 4   | 1                | 0                | 1                | 2                | -                | -  | -                    | -                    | -                    |                      |                      |
| 2009-2010  | Wolves de Chicago          | LAH          | 78  | 14               | 61               | 75               | 34               | 14               | 5  | 6                    | 11                   | 6                    |                      |                      |
| 2010-2011  | Wolves de Chicago          | LAH          | 80  | 19               | 56               | 75               | 22               | -                | -  | -                    | -                    | -                    |                      |                      |
| 2011-2012  | HV71                       | Elitserien   | 50  | 12               | 28               | 40               | 22               | 6                | 1  | 2                    | 3                    | 2                    |                      |                      |
| 2012-2013  | HV71                       | Elitserien   | 55  | 17               | 26               | 43               | 18               | 5                | 1  | 5                    | 6                    | 0                    |                      |                      |
| 2013-2014  | HV71                       | Elitserien   | 48  | 8                | 8                | 16               | 30               | 8                | 0  | 1                    | 1                    | 2                    |                      |                      |
| 2014-2015  | KHL Medveščak              | KHL          | 5   | 0                | 1                | 1                | 6                | -                | -  | -                    | -                    | -                    |                      |                      |
| 2014-2015  | EC Villacher SV            | EBEL         | 47  | 11               | 27               | 38               | 28               | 5                | 1  | 0                    | 1                    | 2                    |                      |                      |
| 2015-2016  | Dragons de Rouen           | Ligue Magnus | 26  | 10               | 24               | 34               | 6                | 15               | 1  | 10                   | 11                   | 10                   |                      |                      |
| 2016-2017  | Lørenskog IK               | GET ligaen   | 45  | 21               | 26               | 47               | 14               | 7                | 4  | 3                    | 7                    | 4                    |                      |                      |
| Totaux LNH | Totaux LNH                 | Totaux LNH   | 202 | 22               | 37               | 59               | 46               | 21               | 3  | 1                    | 4                    | 4                    |                      |                      |

## Honneurs et trophées
- Hockey East
  - Membre de la première équipe d'étoiles en 1997, 1998, 1999.
  - Nommé Joueur de l'année de la ligue en 1999.
- National Collegiate Athletic Association
  - Membre de la deuxième équipe d'étoiles de l'est des États-Unis en 1997.
  - Membre de la première équipe d'étoiles de l'est des États-Unis en 1999.
  - Membre de l'équipe d'étoiles du toirnois de championnat de la NCAA en 1999.
  - Vainqueur du Trophée Hobey Baker en 1999.
- Ligue américaine de hockey
  - 2008 : trophée John-B.-Sollenberger
  - 2008 : trophée Les-Cunningham
  - 2008 : trophée Willie-Marshall
  - 2009 : nommé dans la 2e équipe d'étoiles

## Transactions en carrière
- 14 mai 1999 : signe à titre d'agent libre avec les Islanders de New York de la Ligue nationale de hockey.
- 1er mars 2000 : prêté par les Islanders aux Bruins de Providence de la Ligue américaine de hockey.
- 17 juillet 2002 : signe à titre d'agent libre avec les Mighty Ducks d'Anaheim de la LNH.
- 24 août 2004 : signe à titre d'agent libre avec le EC VSV de la Österreichische Eishockey-Liga en Autriche.
- 19 mai 2005 : signe à titre d'agent libre avec le Genève-Servette Hockey Club de la Ligue National A en Suisse.
- 31 janvier 2006 : signe à titre d'agent libre avec le Frölunda HC de la Elitserien en Suède.
- 4 juillet 2006 : signe à titre d'agent libre avec les Thrashers d'Atlanta de la LNH.
- 12 janvier 2007 : réclamé aux ballotage par les Rangers de New York.
- 27 février 2007 : réclamé au ballotage par les Thrashers d'Atlanta.
- 4 juillet 2008 : signe à titre d'agent libre avec les Canucks de Vancouver de la LNH.